# Cecylia Czesława Orłowska
Cecylia Czesława Orłowska (właśc. Grynberg) ps. Lida, Gruba Ceśka, Wanda (ur. 26 lutego 1906 w Łodzi, zm. 21 października 1937 w miejscu egzekucji Butowo pod Moskwą) – działaczka komunistyczna.
Córka Eliasza i Barbary, pochodziła z rodziny żydowskiej. Podczas nauki w gimnazjum uczestniczyła w zakładaniu szkolnego kółka młodzieży komunistycznej, które w 1921 przystąpiło do Związku Młodzieży Komunistycznej (ZMK). 1 maja 1922 brała udział w demonstracji robotniczej, za co została zatrzymana przez policję i usunięta z gimnazjum. W 1923 wstąpiła do KPRP/KPP. Prowadziła agitację komunistyczną w dzielnicy Staromiejskiej w Łodzi, a następnie w dzielnicy Powązki w Warszawie. Kilkakrotnie aresztowana i więziona za działalność komunistyczną, m.in. w „Serbii”. Na przełomie lat 20. i 30. przez 3 lata studiowała na komunistycznym uniwersytecie im. Swierdłowa w Moskwie, następnie pracowała w aparacie Kominternu w sekretariacie do spraw Polski i krajów nadbałtyckich. Później kierowała pracą propagandową i kulturalną w fabryce firanek w Moskwie.
W czasie „wielkiej czystki” 23 sierpnia 1937 aresztowana przez NKWD, 19 października 1937 skazana na śmierć przez „trójkę” NKWD za „udział w kontrrewolucyjnej grupie prawicowej opozycji w Polsce”, stracona 21 października 1937 w miejscu egzekucji Butowo pod Moskwą i tam pochowana anonimowo.
Zrehabilitowana 7 grudnia 1956.